# Ашхабадская ГЭС
Ашхабадская ГЭС — туркменская электростанция, расположенная на южной окраине Ашхабада, столицы Туркменистана, и введённая в эксплуатацию в 2006 году.

## Описание
Классифицируется как газотурбинная электростанция (или OCGT). Строительство шло в рамках соглашения между правительством Туркменистана, компаниями General Electric и Çalyk Enerji о сотрудничестве для реализации плана расширения объёмов выработки электроэнергии в Туркменистане до 2011 года.
Введена в эксплуатацию в феврале 2006 года ко дню Государственного флага Туркменистана. Основу электростанции составляют две газотурбинные установки типа GE-PG9161-E (производство General Electric) мощностью 254,2 МВт, распределительное устройство напряжением 110 кВ и высоковольтные линии электропередач.
По итогам строительства заявлялось, что Ашхабадская ГЭС будет обеспечивать до 40—45 % мощностей, потребляемых центральным районом Туркменистана. В настоящее время она обеспечивает энергоснабжение Ашхабада, Ахалского и Дашогузского велаятов, национальной туристической зоны «Аваза» и нефтегазового и химического комплексов Балкана.